# Saka
Saka, šaka ili sake (staropersijski: Sakā; brahmanski:   , sanskritski: शक, Śaka; starogrčki: Σάκαι, Sákai; latinski: Sacae; kineski: 塞, staro , mod. , egipatski: 𓐠𓎼𓋴𓎡𓈙/sꜣgskš) bili su grupe nomadskih iranskih naroda koji su istorijski naseljavali severne i istočne Evroazijske stepe i Tarimske kotline.
Mada su usko povezani, Sake treba razlikovati od Skita iz Pontijskih stepa i Masageta iz oblasti Aralskog mora. Oni čine deo širih skitskih kultura. Kao i Skiti, Saka su ultimatlo proistekli iz ranije andronovske kulture. Njihov jezik bio je deo skitskih jezika. Istaknuti arheološki ostaci Saka uključuju Arzhan, Paziričke grobnice, Isik kurgan, Saka Kurganske grobnice, humke iz Tasmola i eventualno Tilija Tepe.
U 2. veku p. n. e., mnogi pripadnici naroda Sake su usled napada Juedža prebegli iz stepa u Sogdiju i Baktriju, a zatim na severozapad Indijskog potkontinenta, gde su bili poznati kao Indo-Skiti. Drugi pripadnici naroda Saka su napali Partsko carstvo i na kraju su se nastanili u Sistanu, dok su drugi verovatno prešli u Dijan Kraljevstvo u Junanu u Kini. U Tarimskoj kotlini i pustinji Takla Makan severozapadne Kine, oni su se naselili u Kotanu, Jarkandu, Kašgaru i drugim mestima, koja su u raznim vremenima bila vazalna većim silama, poput Han Kine i Tang Kine.

## Literatura
- Akiner (28 October 2013). Cultural Change & Continuity In Central Asia. ISBN 978-1-136-15034-0.. Routledge. .
- Bailey, H. W. 1958. "Languages of the Saka." Handbuch der Orientalistik, I. Abt., 4. Bd., I. Absch., Leiden-Köln. 1958.
- Bailey, H. W. (1979). Dictionary of Khotan Saka. ISBN 978-0-521-14250-2.. Cambridge University Press. 1979. 1st Paperback edition 2010. .
- Baumer, Christoph (2012). The History of Central Asia: The Age of the Steppe Warriors. I.B. Tauris. ISBN 978-1780760605.
- Beckwith, Christopher. (1987). The Tibetan Empire in Central Asia. ISBN 0-691-05494-0.. Princeton, NJ: Princeton University Press. .
- Beckwith, Christopher I. (2009). Empires of the Silk Road: A History of Central Eurasia from the Bronze Age to the Present. Princeton University Press. ISBN 978-0691135892.
- Bernard, P. . "The Greek Kingdoms of Central Asia". In Harmatta, János. History of civilizations of Central Asia, Volume II. The development of sedentary and nomadic civilizations: 700 B.C. to A.D. 250. 1994. ISBN 92-3-102846-4.. Paris: UNESCO. pp. 96–126. .
- Bailey, H.W. (1996) "Khotanese Saka Literature", in Ehsan Yarshater (ed), The Cambridge History of Iran, Vol III: The Seleucid, Parthian, and Sasanian Periods, Part 2 (reprint edition), Cambridge: Cambridge University Press.
- Chang, Chun-shu. The Rise of the Chinese Empire: Volume II; Frontier, Immigration, & Empire in Han China, 130 B.C. – A.D. 157. 2007. ISBN 978-0-472-11534-1.. Ann Arbor: University of Michigan Press, .
- Dandamayev, M. A. (1. 1. 1994). „Media and Achaemenid Iran”.  Ур.: Harmatta, János. History of Civilizations of Central Asia: The Development of Sedentary and Nomadic Civilizations, 700 B. C. to A. D. 250. UNESCO. стр. 35—59. ISBN 9231028464. Приступљено 29. 5. 2015.
- David, Bruno; Ian J., McNiven (2018). The Oxford Handbook of the Archaeology and Anthropology of Rock Art. Oxford University Press. ISBN 978-0190607357.
- Davis-Kimball, Jeannine. . Warrior Women: An Archaeologist's Search for History's Hidden Heroines. 2002. ISBN 0-446-67983-6.. Warner Books, New York. 1st Trade printing, 2003.  (pbk).
- Di Cosmo, Nicola (2004). Ancient China and Its Enemies: The Rise of Nomadic Power in East Asian History. Cambridge University Press. ISBN 0521543827.
- Day, John V. (2001). Indo-European origins: the anthropological evidence. Institute for the Study of Man. ISBN 0-941694-75-5. Приступљено 2. 3. 2015.
- Bulletin of the Asia Institute: The Archaeology and Art of Central Asia. Studies From the Former Soviet Union. New Series. Edited by B. A. Litvinskii and Carol Altman Bromberg. Translation directed by Mary Fleming Zirin. Vol. 8, (1994), pp. 37–46.
- Emmerick, R. E. (2003) "Iranian Settlement East of the Pamirs", in Ehsan Yarshater (ed), The Cambridge History of Iran, Vol III: The Seleucid, Parthian, and Sasanian Periods, Part 1 (reprint edition) Cambridge: Cambridge University Press, pp 265–266.
- Harmatta, János (1. 1. 1994). „Conclusion”.  Ур.: Harmatta, János. History of Civilizations of Central Asia: The Development of Sedentary and Nomadic Civilizations, 700 B. C. to A. D. 250. UNESCO. стр. 485—492. ISBN 9231028464. Приступљено 29. 5. 2015.
- Hill, John E. (2009). Through the Jade Gate to Rome: A Study of the Silk Routes during the Later Han Dynasty, 1st to 2nd Centuries CE. ISBN 978-1-4392-2134-1.. John E. Hill. BookSurge, Charleston, South Carolina. .
- Hill, John E. 2004. The Peoples of the West from the Weilue 魏略 by Yu Huan 魚豢: A Third Century Chinese Account Composed between 239 and 265 CE. Draft annotated English translation.
- Kuzmina, Elena Kuzmina (2007). The Origin of the Indo-Iranians. BRILL. ISBN 978-9004160545.
- Kuzmina, Elena Kuzmina (2008). The Prehistory of the Silk Road. University of Pennsylvania Press. ISBN 978-0812240412.
- de Laet, Sigfried J.; Herrmann, Joachim (1996). History of Humanity: From the seventh century B.C. to the seventh century A.D. UNESCO. ISBN 923102812X.
- Lebedynsky, Iaroslav (2006). Les Saces (на језику: French). Editions Errance. ISBN 2877723372.
- Lebedynsky, Iaroslav (2007). Les Nomades (на језику: French). Editions Errance. ISBN 978-2877722544.
- Loewe, Michael. . "The Former Han Dynasty," in The Cambridge History of China: Volume I: the Ch'in and Han Empires, 221 B.C. – A.D. 220, 103–222. 1986. ISBN 978-0-521-24327-8.. Edited by Denis Twitchett and Michael Loewe. Cambridge: Cambridge University Press. .
- Mallory, J.P.; Mair, Victor H. (2008). The Tarim mummies : ancient China and the mystery of the earliest peoples from the West (1st pbk. изд.). London: Thames & Hudson. ISBN 978-0500283721.
- Millward, James A. (2007). Eurasian Crossroads: A History of Xinjiang. ISBN 0231139241. (illustrated ed.). Columbia University Press. .
- Pulleyblank, Edwin G. 1970. "The Wu-sun and Sakas and the Yüeh-chih Migration." Bulletin of the School of Oriental and African Studies 33 (1970), pp. 154–160.
- Puri, B. N. 1994. "The Sakas and Indo-Parthians." In: History of civilizations of Central Asia, Volume II. The development of sedentary and nomadic civilizations: 700 B.C. to A.D. 250. Harmatta, János, ed., 1994. Paris: UNESCO Publishing, pp. 191–207.
- Sulimirski, Tadeusz (1970). The Sarmatians. Volume 73 of Ancient peoples and places.. New York: Praeger. pp. 113–114. "The evidence of both the ancient authors and the archaeological remains point to a massive migration of Sacian (Sakas)/Massagetan tribes from the Syr Daria Delta (Central Asia) by the middle of the second century B.C. Some of the Syr Darian tribes; they also invaded North India."
- Theobald, Ulrich. (26 November 2011). "Chinese History - Sai 塞 The Saka People or Soghdians." ChinaKnowledge.de. Accessed 2 September 2016.
- Thomas, F. W. 1906. "Sakastana." Journal of the Royal Asiatic Society (1906), pp. 181–216.
- Torday, Laszlo. (1997). Mounted Archers: The Beginnings of Central Asian History. ISBN 978-1-900838-03-0.. Durham: The Durham Academic Press, .
- Sinor, Denis (1990). The Cambridge History of Early Inner Asia, Volume 1. Cambridge University Press. ISBN 0521243041.
- Tremblay, Xavier (2007), "The Spread of Buddhism in Serindia: Buddhism Among Iranians, Tocharians and Turks before the 13th Century", in The Spread of Buddhism, eds Ann Heirman and Stephan Peter Bumbacker, Leiden: Koninklijke Brill.
- Xue, Zongzheng (薛宗正). History of the Turks. 1992. ISBN 978-7-5004-0432-3. OCLC 28622013. (突厥史). Beijing: Zhongguo shehui kexue chubanshe. ; .
- Yu, Taishan. (1998). A Study of Saka History.. Sino-Platonic Papers No. 80. July, 1998. Dept. of Asian and Middle Eastern Studies, University of Pennsylvania.
- Yu, Taishan. (2000). A Hypothesis about the Source of the Sai Tribes.. Sino-Platonic Papers No. 106. September, 2000. Dept. of Asian and Middle Eastern Studies, University of Pennsylvania.
- Yu, Taishan (June 2010), "The Earliest Tocharians in China" in Victor H. Mair (ed), Sino-Platonic Papers, Chinese Academy of Social Sciences, University of Pennsylvania Department of East Asian Languages and Civilizations.
- Yü, Ying-shih. . "Han Foreign Relations," in The Cambridge History of China: Volume I: the Ch'in and Han Empires, 221 B.C. – A.D. 220. 1986. ISBN 978-0-521-24327-8., 377-462. Edited by Denis Twitchett and Michael Loewe. Cambridge: Cambridge University Press. .
- Wechsler, Howard J.; Twitchett, Dennis C. . Denis C. Twitchett; John K. Fairbank, eds. The Cambridge History of China, Volume 3: Sui and T'ang China, 589–906, Part I. 1979. ISBN 978-0-521-21446-9.. Cambridge University Press. pp. 225–227. .
- West, Barbara A. (1. 1. 2009). Encyclopedia of the Peoples of Asia and Oceania. Infobase Publishing. ISBN 978-1438119137. Приступљено 18. 1. 2015.